# Этиология злокачественных опухолей
Онкология не может быть вызвана физическими травмами. Мировое научное  сообщество пока не нашло тому никаких рациональных и качественных повреждений.  
Этиология злокачественных опухолей - междисциплинарная наука о причинах возникновения и роста злокачественных новообразований. Общая причина злокачественного роста — недостаточная активность иммунной системы и других механизмов противоопухолевой защиты под воздействием канцерогенных факторов. Канцерогены — факторы окружающей среды, воздействие которых на организм человека или животного повышает вероятность возникновения злокачественных опухолей. Канцерогены могут иметь химическую (различные химические вещества), физическую (ионизирующие излучения, ультрафиолетовые лучи), а также биологическую природу (онкогенные вирусы, в том числе вирус гепатита C и некоторые бактерии). По оценкам онкологов, 80—90 % всех форм рака у человека представляет собой результат действия таких канцерогенных факторов. По определению экспертов Всемирной организации здравоохранения, канцероген — это агент, который в силу своих физических или химических свойств может вызвать необратимые изменения и повреждения в тех частях генетического аппарата, которые осуществляют контроль над соматическими клетками. Под воздействием канцерогенов здоровые клетки подвергаются малигнизации (злокачественной трансформации). Ослабление активности систем защиты может быть связано и с рядом других внешних и внутренних факторов, таких, как наследственная предрасположенность, возникновение иммунодефицитных состояний от передозированного облучения, как искусственного ионизирующего излучения, так и естественного солнечного излучения, которое может стать причиной возникновения рака кожи .  
Иммунодефицит может возникать и от воздействия интоксикации различного происхождения, иммунодефицит при инфекционных заболеваниях, травматические повреждения кожи и внутренних органов, ожоги, повышенное содержание канцерогенов в продуктах питания и в среде обитания. Разнообразие и разнородность причин возникновения и роста злокачественных новообразований объясняется разнообразием образов жизни, привычек, традиций и факторов окружающей среди и их системного воздействия на здоровье органов и систем человека. Онкозаболевания имеют системный характер и затрагивают, так или иначе, все органы и системы человека. Среди множества причин, форм и вариантов течения онкологических заболеваний одним общим фактором патогенеза является ослабление механизмов противоопухолевой защиты, объединяемых в систему антибластомной резистентности . 
Медицинские исследования показывают, что в организме каждого человека регулярно возникают раковые клетки и микроопухоли, которые уничтожаются под воздействием системы противоопухолевого иммунитета. Основную роль в этиологии и патогенезе злокачественных опухолей играет ослабление активности иммунной системы и других механизмов противоопухолевой защиты под воздействием канцерогенных факторов . 

## История
Самые ранние описания злокачественных заболеваниях человека содержатся в древнеегипетских манускриптах, датированных между 1500 и 1600 годами до нашей эры. Медицинские аспекты возникновения и лечения различных форм раковых заболеваний были описаны в трудах античных авторов Гиппократа, Галена и Цельса. Гиппократ предлагал диету, отдых и физические упражнения при лёгком течении заболевания, а также слабительные, тяжелые металлы и хирургическое вмешательство при тяжёлых формах.
В начале XX века были установлены причины возникновения рака мошонки, который часто встречался у трубочистов и был впервые описан в 1775 году английским врачом Персивалем Поттом. Причиной развития этой формы рака оказались продукты перегонки каменного угля полициклические ароматические углеводороды, включая бензпирен и другие канцерогены, источниками которых могут быть табачный дым, дым от сгорания древесины и угля, автотранспорт, а также подгорание пищи при высоких температурах .
В 2012 году Международное агентство по изучению рака (МАИР) отнесло бензпирен к группе канцерогенных для человека веществ (Группа 1).

## Этиология и патогенез  злокачественных новообразований

### Система антибластомной резистентности
Система антибластомной резистентности (САР) представлена тремя звеньями:
- Антиканцерогенные механизмы
- Антитрансформационные механизмы
- Антицеллюлярные механизмы.

#### Антиканцерогенные механизмы
Антиканцерогенные механизмы инактивируют канцерогенные вещества и онкогенные вирусы, попадающие в организм. Основными антиканцерогенными механизмами являются барьерные функции печени и иммунной системы.

#### Антитрансформационные механизмы
Антитрансформационные механизмы препятствуют превращению нормальных клеток в опухолевые. К ним относятся (1) ферменты репарации ДНК, (2) антионкогены и (3) влияние соседних неопухолевых клеток в виде аллогенного ингибирования и его своеобразного варианта контактного торможения.
Дефект энзимов репарации ДНК лежит в основе болезней репарации ДНК. Из антионкогенов наиболее известен ген белка р53 (точнее, целое семейство генов). Белок р53 включает механизм апоптоза в клетке с необратимо повреждённой ДНК, дефекты которой не состоянии восстановить ферменты репарации.
Также угнетают жизнедеятельность опухолевых клеток нормальные соседние клетки (феномены аллогенного ингибирования и контактного торможения). Аллогенное ингибирование происходит за счёт секреции нормальными клетками дифференцировочных факторов. Контактное торможение достигается влиянием цАМФ, поступающего из нормальной клетки в опухолевую через их контактирующие мембраны и угнетающего пролиферативную активность последней.

#### Антицеллюлярные механизмы
Антицеллюлярные механизмы обеспечивают элиминацию злокачественных клеток (малигници́тов) и клеток, претерпевающих злокачественную трансформацию (промалигницитов, или диспластических клеток).
Различают клеточные и гуморальные антицеллюлярные факторы:
I. Клеточные факторы
1. ЕК-клетки
2. К-клетки
3. Т-лимфоциты-киллеры
4. Цитотоксические макрофаги.

II. Гуморальные факторы
1. Естественные и индуцированные противоопухолевые антитела
2. Фактор некроза опухолей-α (кахектин)
3. Фактор некроза опухолей-β (лимфотоксин)
4. Кейлоны (хилоны)
5. ЛПВП крови
6. Гормоны с антипролиферативным действием (например, прогестерон).

### Формы недостаточности антибластомной резистентности
Различают относительную и абсолютную недостаточность САР, абсолютную подразделяют на генерализованную и локальную.
I. Относительная недостаточность САР
II. Абсолютная недостаточность САР
1. Генерализованная недостаточность
2. Локальная недостаточность.

#### Относительная недостаточность САР
Относительная недостаточность САР обусловлена интенсивным внешним (по отношению к клетке) канцерогенным воздействием, которое ускоряет образование мутантных, и следовательно, злокачественных клеток. Считается, что из каждых 10 мутантных клеток одна претерпевает злокачественную трансформацию (Р. В. Петров, 1982). При этом факторы противоопухолевой защиты оказываются не в состоянии распознать и уничтожить все формирующиеся промалигнициты, несмотря на компенсаторное усиление функций САР. Часть диспластических клеток остаётся жизнеспособными и рано или поздно даёт начало злокачественной опухоли. Кроме того, при длительном воздействии на организм многие канцерогены (особенно, химические) оказывают иммунодепрессивный эффект и тем самым угнетают антибластомную резистентность. Поэтому на более поздних этапах канцерогенной агрессии относительная недостаточность противоопухолевой защиты сменяется абсолютной.

#### Абсолютная недостаточность САР
Абсолютная недостаточность САР связана с дефицитом самих факторов противоопухолевой защиты. В этом случае даже обычное по силе воздействие канцерогенов может вызвать развитие злокачественных опухолей.
Различают генерализованную и локальную формы абсолютной недостаточности САР.
1. Генерализованная недостаточность характерна для иммунодефицитных состояний и болезней репарации ДНК. При этом формируется распространённый дефект факторов антибластомной резистентности.
2. Локальная недостаточность развивается в очагах патологически уплотнённой ткани, прежде всего в зонах фибросклероза. Концентрация факторов противоопухолевой защиты при этом снижена из-за трудностей проникновения и циркуляции их в рубцово-изменённой ткани. Возникающая в таких случаях злокачественная опухоль называется «раком в рубце» [Р. Рёссле].
Таким образом, можно выделить четыре частные причины, приводящие к развитию злокачественных новообразований:
1. Интенсивное канцерогенное воздействие
2. Иммунодефицитные состояния
3. Дефекты энзимов репарации ДНК и функции антионкогенов
4. Рубцово-изменённая ткань.

Помимо причин, существуют условия развития злокачественных опухолей, основными из которых являются (1) наследственная предрасположенность и (2) комплекс приобретённых метаболических изменений, известный в отечественной литературе как синдром канкрофилии Дильмана.

## Характеристика канцерогенных стимулов
После смерти Юла Бриннера от рака лёгких, по телевидению неоднократно повторялось его короткое обращение о вреде курения, снятое незадолго до смерти по заказу Американского онкологического общества. Сидя перед телекамерой, он говорил:
Сейчас, когда меня уже больше нет, предупреждаю вас: не курите. Что бы вы ни делали, только не курение. Если бы я мог вернуться назад и бросить курить, не было бы повода обсуждать мой рак. Я в этом убеждён.Оригинальный текст (англ.)Now that I’m gone, I tell you, don’t smoke. Whatever you do, just don’t smoke. If I could take back that smoking, we wouldn’t be talking about any cancer. I’m convinced of that.
 Это выступление впервые появилось на экранах в день смерти Юла Бриннера, 10 октября 1985 года.
Канцерогенными называют те факторы, которые самостоятельно или после определённого видоизменения способны вызвать превращение нормальной клетки в злокачественную. Для обозначения стимулов, опосредующих формирование всех неоплазм, а не только злокачественных, используются термины онкогенные факторы или бластомогенные факторы. Факторы, не способные при любом видоизменении трансформировать нормальную клетку в злокачественную, но регулирующие этот процесс как в сторону его усиления, так и ослабления, называются модификаторами канцерогенеза. Участие в канцерогенезе нескольких факторов обозначается термином синканцерогенез.
Комитет экспертов ВОЗ (1979) дал следующее определение понятию канцероген: «Канцерогеном (физическим, химическим или вирусным) называют агент, способный вызывать или ускорять развитие новообразования независимо от механизма (или механизмов) его действия или степени специфичности эффекта. Канцероген — это агент, который в силу своих физических или химических свойств может вызвать необратимое изменение или повреждение в тех частях генетического аппарата, которые осуществляют гомеостатический контроль над соматическими клетками». В этом определении канцерогенными факторами названы не только патогены, вызывающие злокачественную трансформацию клетки, но и модификаторы канцерогенеза, усиливающие этот процесс.
Канцерогенные факторы классифицируют следующим образом:
I. Влияние на ДНК
1. Эпигенетические канцерогены
2. Генотоксические канцерогены.

Генотоксические канцерогены:
- Прямого действия
- Непрямого действия (проканцерогены).

II. Влияние на стадии канцерогенеза
1. Инициаторы
2. Промоторы
3. Полные канцерогены.

III. Происхождение канцерогенов
1. Естественные (природные) канцерогены
2. Искусственные канцерогены.

В зависимости от того, вызывает или не вызывает канцерогенный фактор изменения в структуре наследственного материала, различают генотоксические и эпигенетические канцерогены. Генотоксические канцерогены, в свою очередь, делятся на канцерогены прямого и непрямого действия (последние называются проканцерогенами). Эта типология, принятая для химических канцерогенных стимулов, может быть распространена на канцерогенные факторы любой природы.
Генотоксические канцерогены, воздействуя на генетический материал, приводят к появлению соматической мутации, результатом которой является активация одного или нескольких протоонкогенов или встроенных в геном клетки вирусных онкогенов.
Генотоксические канцерогены прямого действия не требуют какого-либо видоизменения в организме. Они обладают первичной канцерогенной активностью.
Генотоксические канцерогены непрямого действия (проканцерогены) нуждаются в превращении (метаболической активации), после чего они становятся прямыми канцерогенами. Канцерогенов непрямого действия значительно больше, чем прямого.
Эпигенетические канцерогены не влияют на структуру наследственного материала клетки, то есть не вызывают мутаций. Их действие связано с активацией протоонкогенов и вирусных онкогенов путём усиления экспрессии последних. К ним относятся травмы, стероидные и другие гормоны, усиливающие пролиферативную активность клеток, крепкие алкогольные напитки.
В зависимости от преимущественного влияния канцерогенных стимулов на стадиях инициации или промоции, их разделяют также на инициаторы и промоторы. Канцерогены, обладающие одновременно инициирующей и промоторной активностью, называются полными канцерогенами.
В зависимости от происхождения канцерогенов их подразделяют на естественные (природные) и искусственные, появление которых связано с деятельностью человека.
Классификация модификаторов канцерогенеза:
I. Стимуляторы канцерогенеза
1. Коканцерогены (стимуляторы инициации)
2. Промоторы (стимуляторы промоции).

II. Ингибиторы канцерогенеза
1. Антиканцерогены (ингибиторы инициации)
2. Антипромоторы (ингибиторы промоции).

Модификаторы канцерогенеза подразделяются на две группы: стимуляторы и ингибиторы канцерогенеза. Среди стимуляторов наибольшее значение имеют коканцерогены, ускоряющие процесс инициации, превращения нормальной клетки в опухолевую, и антиканцерогены, блокирующие эту стадию канцерогенеза. В некоторых классификациях к модификаторам канцерогенеза относят промоторы и антипромоторы, влияющие на соответствующую стадию процесса.
В зависимости от природы канцерогенных факторов различают пять основных типов канцерогенеза:
1. Травматический канцерогенез
2. Термический канцерогенез
3. Радиационный канцерогенез
4. Химический канцерогенез
5. Инфекционный (вирусный) канцерогенез.

### Травматический канцерогенез
Травматический канцерогенез — развитие злокачественных опухолей на месте травм. Установлено, что в травмированном органе злокачественные новообразования возникают чаще.
Особенностями травматического канцерогенеза являются следующие закономерности:
- Любая травма может завершиться развитием злокачественной опухоли.
- На месте травмы злокачественные опухоли развиваются редко.
- Латентный период (время от момента травмы до возникновения опухоли) может колебаться в весьма широких пределах (дни — годы — десятилетия).

Известно множество казуистических случаев травматического канцерогенеза. Так, сообщалось о раке кожи лба, возникшего в месте удара теннисным мячом у девочки через пять дней после травмы. Описан рак кожи через 2 года после иглоукалывания в местах введения игл (А. В. Чаклин, 1990). Поучительна история французского поэта XIX века Арту́ра Рэмбо́, в молодости искавшего золото в Африке. Добытый металл он хранил в кожаном ремне. Ремень тяжелел и постоянно натирал кожу живота, где через несколько лет развился рак, который и привёл поэта к смерти.
Наиболее закономерна связь травмы со следующими злокачественными опухолями:
1. Рак нижней губы у людей, курящих трубки и пользующихся твёрдыми мундштуками, встречается существенно чаще, чем у курящих сигареты. Это указывает на ведущее значение в развитии рака нижней губы трубки или мундштука, а не канцерогенных веществ табачного дыма. Трубка травмирует красную кайму губ, приводя к развитию гиперкератоза (ограниченный предраковый гиперкератоз красной каймы губ Машкиллейсона или бородавчатый предрак красной каймы губ), на фоне которого развивается рак. Не случайно, 95 % больных раком нижней губы — мужчины.
2. Рак пищевода у людей, в рационе которых преобладает мелкокостистая озёрная или речная рыба (северные народы, жители Карелии, Финляндии). Ежедневное употребление в пищу такой рыбы в течение многих лет сопровождается микротравмами слизистой пищевода. На фоне развивающегося при этом травматического эзофагита в участках тяжелой дисплазии эпителия может возникнуть рак.
3. Имеются наблюдения злокачественных новообразований, развившихся под влиянием камней в желчном пузыре, мочевом пузыре и лоханках почек.

### Термический канцерогенез
Термический канцерогенез — развитие злокачественной опухоли при длительном дозированном воздействии на ткани высокой температуры, в местах ожогов кожи и слизистых оболочек.
1. Классическими примерами термического канцерогенеза служат капро-рак, встречавшийся ранее в Японии, и кангри-рак, распространённый до сих пор в северных штатах Индии (особенно, в Кашмире). В том и в другом случае местные жители в холода, для того чтобы согреться, помещали под одежду на животе миниатюрные печки (в Японии они назывались капро, а в Индии кангри — плетёная корзинка с горшком, куда кладут горячие угли). Через несколько лет в местах ожогов кожи передней брюшной стенки развивается рак.
2. Известен рак полости рта у курящих сигареты дымящимся концом в рот. Такой обычай распространён в Индии (сигареты для этих целей короче обычных и называются «биди»), в Новой Гвинее и Колумбии. Рак развивается из участков ожогов слизистой рта. В Южной Америке женщины, стирая бельё, курят, а чтобы зола не падала на бельё, они берут сигарету концом в рот. Мужчины-шахтёры курят таким же образом в шахтах.
3. Наибольшее значение термический фактор имеет для возникновения рака полости рта и, особенно, рака пищевода при систематическом злоупотреблении очень горячей пищей. Так, во многих странах традиционно пьют очень горячий чай. Рак полости рта, которым страдал Н. И. Пирогов, связывают с его многолетней привычкой полоскать рот с гигиенической целью очень горячей водой.

### Радиационный канцерогенез
Канцерогенной активностью обладают как неионизирующие излучения (солнечный ультрафиолет), так и ионизирующая радиация (рентгеновские лучи, γ-излучение, потоки заряженных частиц).
1. Солнечная радиация — основной естественный (природный) канцероген для всех многоклеточных обитателей суши. Именно поэтому наибольшая активность ферментов репарации ДНК зафиксирована в клетках эпидермиса. Солнечный ультрафиолет — ведущая причина развития злокачественных опухолей кожи любого гистогенеза, но прежде всего меланоцитарных, у лиц европеоидной и монголоидной рас. Альбинизм повышает риск развития злокачественных новообразований кожи. У негроидов рак кожи встречается значительно реже. Этот факт даёт основание считать меланин антиканцерогеном. Привычка загорать на солнце увеличивает онкологический риск в 4—5 раз. У жителей южных районов злокачественные опухоли кожи встречаются в 5—6 раз чаще, чем у жителей Севера. Риск развития меланомы кожи при переселении в более южные районы возрастает в 3 раза, при намеренном загорании — в 5 раз, при переезде на юг в возрасте до 10 лет — в 4 раза.
2. Роль ионизирующей радиации в этиологии злокачественных опухолей наиболее наглядно проявилась после атомных взрывов в японских городах Хиросима и Нагасаки в 1945 г., когда заболеваемость только лейкемиями возросла в 7 раз, и после аварии на Чернобыльской АЭС в 1986 г., способствовавшей заметному росту заболеваемости раком щитовидной железы, который был связан с инкорпорированием радиоактивных изотопов йода. В случае пренатального облучения максимальная частота лейкемий и со́лидных опухолей наблюдается в возрасте 4—5 лет, снижаясь до среднего в популяции уровня к 8—10 годам. При постнатальном облучении частота лейкемий достигает пика через 5—10 лет после воздействия ионизирующих лучей и через 15—25 лет возвращается к контрольному уровню. Постоянно наблюдаются опухоли, развившиеся через многие десятилетия после облучения. Латентный период для лейкемий — от 2 лет и выше, для со́лидных опухолей — в среднем 20—30 лет. Частота лейкемий, развивающихся в результате облучения позвоночника по поводу болезни Бехтерева тем выше, чем старше больные в момент облучения (для солидных опухолей установлены обратные закономерности).

#### Профессиональные опухоли, вызванные радиацией
Известны профессиональные злокачественные опухоли, обусловленные действием ионизирующей радиации:
- «Горная чахотка» у рудокопов Саксонии и Чехии, известная со средних веков
- «Рак рентгенологов» в начале XX века
- Остеосаркомы у работниц фабрики в г. Ампир (США), связанные с инкорпорированием радиоактивной краски
- «Рак физиков-атомщиков» первой половины XX века.

1. Ещё в средние века у рудокопов Саксонии (Шнееберг) и Чехии (Яхимов) встречалась так называемая «горная чахотка». В 1897 г. было установлено, что это рак лёгкого, а позже стала ясна причина — руда в этих шахтах была богата радиоактивными веществами. Именно в ней Мария и Пьер Кюри открыли радий и полоний.
2. Широкое распространение в начале XX века «рака рентгенологов» было связано с неизученностью канцерогенных свойств рентгеновских лучей. Нередко можно было встретить рентгенолога с ампутированными по поводу рака кистями рук. В память о погибших исследователях, изучавших ионизирующую радиацию, в Гамбурге (1936) на территории больницы Св. Георга был воздвигнут монумент, на котором сначала были высечены 110 имён, затем их список расширился до 186. На колонне надпись: «Рентгенологам и радиологам всех наций, врачам, физикам, химикам, техникам, лаборантам и сёстрам, пожертвовавшим своей жизнью в борьбе против страданий их ближних. Благодаря им возможно безопасное применение рентгеновских лучей и радия в медицине. Слава их бессмертна». Больница Св. Георга, на территории которой установлен этот памятник, в настоящее время носит имя Эрнста Генриха Альберс-Шёнберга. Он посвятил свою жизнь изучению рентгеновских лучей. Активная работа с ионизирующей радиацией привела к появлению рака кожи руки, которую пришлось ампутировать. Э. Г. Альберс-Шёнберг умер в 1921 г. от метастазов опухоли в возрасте 56 лет.
3. В 1929 г. у нескольких работниц одной из фабрик в г. Ампир (США) были обнаружены остеогенные саркомы. Во время первой мировой войны они раскрашивали циферблаты часов и лимбы военных приборов люминесцентной краской, содержавшей радиоактивные вещества (радий). Для удобства работы они периодически брали кисточку в рот и, истончив таким образом её кончик, обмакивали в краску. Радиоактивные изотопы инкорпорировались и накапливались в костях. Через 25 лет более 40 женщин погибли от саркомы.
4. В 1944 г. под руководством итальянского физика Энрико Ферми в университете Чикаго был построен первый в мире атомный реактор. Большинство физиков и инженеров, участвовавших в этом проекте, погибли от рака. Одним из последних был Лео Силард. Когда у него диагностировали рак мочевого пузыря, он отказался от операции, выбрал лучевую терапию. «От лучей заболел, лучами исцелюсь», — говорил он. Силард самостоятельно рассчитал дозы облучения. Можно сказать, что он победил рак, прожив более пяти лет от начала заболевания. Силард умер от инфаркта миокарда (А. В. Чаклин, 1990).
По мнению известных американских эпидемиологов Р. Долла и Р. Пито (1981), с действием ионизирующей радиации связано около 2 % всех смертей от злокачественных опухолей: три четверти этого количества падает на естественный радиационный фон, четверть — на лечебно-диагностические процедуры и лишь сотая часть — на профессиональное облучение. С этим мнением трудно согласиться в плане столь значительной канцерогенной роли, которую Р. Долл и Р. Пито отводят влиянию естественного радиационного фона Земли. Установлено, что низкие дозы ионизирующей радиации (в пределах до 0,1—0,3 Гр), наоборот, обладают антиканцерогенным и общим биостимулирующим действием (эффект малых доз).

### Химический канцерогенез
Различают эндогенные и экзогенные химические канцерогены.

#### Эндогенные химические канцерогены
Основными эндогенными химическими канцерогенами являются следующие вещества:
1. Гормоны, усиливающие пролиферативную активность чувствительных к ним клеток (эстрогены, либерины гипоталамуса и тропные гормоны гипофиза)
2. Метаболиты холестерина и желчных кислот, образующиеся в толстой кишке под действием микроорганизмов
3. Некоторые производные тирозина и триптофана.

1. Эстрогенные гормоны. Длительная гиперэстрогенемия является причиной значительного числа злокачественных опухолей молочных желёз, яичников и эндометрия, а также части случаев рака шейки матки. Наиболее активно эстрогены продуцируют клетки кистозно-атрезированных фолликулов и фолликулярных кист яичников. Резекция такого яичника или овариэктомия снижают содержание в организме эстрогенных гормонов, и, соответственно, уменьшают онкологический риск. Показано, что рак молочных желёз реже встречается у женщин, которым в раннем возрасте была проведена овариэктомия. Способствует гиперэстрогенемии ожирение любой этиологии, поскольку в жировой ткани происходит синтез эстрогенных гормонов. Установлено, что у женщин, переходящих на диету со сниженным содержанием жиров, концентрация эстрогенов в крови уменьшается. В некоторых случаях развивается ятрогенная гиперэстрогенемия при назначении в течение длительного времени эстрогенных препаратов. Отмечено увеличение заболеваемости раком молочных желёз и эндометрия при длительном применении таких средств. Так, в США с 1940-х годов широко использовались с заместительной целью у женщин в пост-климактерическом периоде конъюгированные эстрогены. В 1950—1960-е годы онкоэпидемиологи установили рост у американок заболеваемости раком эндометрия. В проведённых исследованиях на животных канцерогенность этих препаратов была подтверждена, использование конъюгированных эстрогенов запретили, и уже в 1970-е годы было отмечено ощутимое снижение заболеваемости этой опухолью. Риск развития рака молочных желёз также возрастает у мужчин, принимающих препараты с эстрогенной активностью. Гиперэстрогенемия (и в целом высокие концентрации в организме стероидных гормонов и их аналогов) способствует также развитию опухолей печени, в том числе и рака, поскольку катаболизм стероидных гормонов происходит в печени.
Особенно наглядно канцерогенное действие эстрогенных гормонов проявилось при использовании препарата с эстрогенной активностью диэтилстильбэстрола. Этот препарат начал широко применяться в США с 1946 г. для пролонгирования беременности при угрозе спонтанного выкидыша. Интересно, что примерно в эти же годы было показано канцерогенное действие диэтилстильбэстрола на мышах, но на этот факт внимания не обратили. При назначении его беременным женщинам во втором триместре, особенно в сроке 18 недель (в период формирования у плода половых органов) развиваются необратимые изменения в тканях женских гениталий у ребенка, нередко завершающиеся развитием злокачественной опухоли. Впервые на онкологическую опасность для потомства диэтилстильбэстрола обратил внимание Артур Л. Херберт из штата Массачусетс в 1971 г. Он и его сотрудники за несколько месяцев выявили 7 случаев рака влагалища у женщин моложе 20 лет (рак этой локализации в столь молодом возрасте встречается крайне редко). Матери всех больных принимали во втором триместре беременности диэтилстильбэстрол. К августу 1973 г. было выявлено 170 больных злокачественными опухолями, испытавших внутриутробное влияние этого препарата: у 100 из них была диагностирована светлоклеточная карцинома влагалища, у 70 — карцинома шейки матки.
Контрэстрогенные гормоны (гестагены, прогестины), напротив, обладают антиканцерогенными свойствами. Наибольшая концентрация прогестерона в организме женщины отмечается при беременности. Протективный эффект беременности на развитие рака молочной железы известен человечеству уже 300 лет. Итальянский врач Бернардино Рамаццини (1633—1714), изучая заболеваемость раком молочной железы в Падуе в начале XVIII века, отметил более высокую частоту рака этой локализации у монахинь по сравнению с замужними женщинами. Наблюдение Рамаццини было неоднократно подтверждено онкоэпидемиологическими исследованиями. Правда, защитным эффектом обладает только первая беременность, развившаяся в возрасте до 25—30 лет. Некоторые авторы считают, что комбинированные пероральные контрацептивы, включающие эстрогены и гестагены, при циклическом их применении способны оказывать профилактическое действие в отношении возникновения опухолей молочной железы. Однако в классификации канцерогенных для человека факторов IARC этим препаратам присвоена 2 категория (подгруппа А) — вещества с высокой степенью вероятности канцерогенной активности.
2. Тропные гормоны гипофиза. Считается, что пролактин принимает активное участие в развитии рака молочной железы. Снижение заболеваемости женщин этой опухолью после 55—60 лет связывают с уменьшением продукции пролактина в этом возрасте. Длительная стимуляция периферических желёз гормонами гипофиза может привести к развитию в них опухолей, в том числе и злокачественных.
3. Метаболиты холестерола и желчных кислот, образующиеся в толстой кишке под влиянием кишечной микрофлоры. В ряде исследований показано, что рак толстой кишки встречается в основном у лиц с более высокой концентрацией в кишечном содержимом холестерола и желчных кислот. Поскольку избыток холестерола выделяется из организма с желчью, то риск рака толстой кишки возрастает при избыточном поступлении его с пищей (то есть при преобладании в рационе животных жиров).
4. Среди других химических соединений на роль эндогенных канцерогенов человека претендуют некоторые метаболиты тирозина и триптофана — пара-оксифенил-лактат и 3-оксиантраниловая кислота. Они образуются в высоких концентрациях при таком заболевании как тирозиноз, а также при авитаминозе В6, длительном применении эстрогенов, глюкокортикоидов, антагонистов витамина В6 (противотуберкулёзные препараты). Пионером в изучении этого класса химических канцерогенов был отечественный исследователь Леон Ма́нусович Шаба́д (1900—1982). Он был одним из первых в мире, кто начал изучать эндогенные химические канцерогены. У онкологических больных обнаруживаются более высокие уровни именно тех производных тирозина и триптофана, которые вызывают опухоли у экспериментальных животных. Известны случаи врождённой лейкемии у детей, матери которых никогда не болели лейкемией, но в их моче обнаруживались канцерогенные метаболиты тирозина и триптофана. На примере больных раком мочевого пузыря установлено, что после хирургического лечения у лиц с высоким содержанием канцерогенных метаболитов тирозина и триптофана рецидив опухоли развивается в течение 5 лет в 100 % случаев, а среди тех, у кого эти вещества найдены не были — в 50 %. Предложена коррекция нарушений обмена триптофана витаминами В6, РР и метионином. Такая коррекция снижает, в частности, риск рецидива рака мочевого пузыря после хирургического лечения.

#### Экзогенные химические канцерогены
Количество химических соединений, изученных на канцерогенную активность, сравнительно невелико. Из 5 млн химических веществ, имеющихся в мире (данные реферативной службы американского химического общества), на канцерогенную активность изучено около 8000 химических соединений. Из этого количества около 1000 с большей или меньшей степенью вероятности были отнесены к канцерогенным.
Экзогенные химические канцерогены классифицируют следующим образом:
I. Характер влияния на организм
1. Канцерогены локального действия
2. Канцерогены отдалённого, преимущественно селективного действия
3. Канцерогены системного действия.

II. Степень онкологической опасности (IARC)
1. 1 категория
2. 2 категория (подгруппа А и подгруппа В)
3. 3 категория.

III. Химический состав (не включены лекарственные препараты с канцерогенной активностью)
1. Полициклические ароматические углеводороды (ПАУ) и гетероциклические соединения (группа бензпирена)
2. Ароматические азосоединения и ароматические аминосоединения
3. Нитрозосоединения и нитрамины
4. Природные неорганические канцерогены
5. Природные органические канцерогены (канцерогенные фито-, мико- и бактериотоксины)
6. Полимерные материалы
7. Крепкие алкогольные напитки
8. Винилхлорид-мономер
9. Производные гидразина.

Канцерогены локального действия вызывают развитие опухолей в месте аппликации (типичные представители этой группы — ПАУ).
Канцерогены отдалённого, преимущественно селективного действия обусловливают развитие опухолей определённых органов и тканей, с которыми непосредственно не соприкасаются (типичные представители — ароматические аминосоединения, вызывающие у человека при различных путях введения только рак мочевыводящих путей).
Канцерогены системного действия приводят к образованию опухолей в различных органах и тканях (типичные представители — нитрозосоединения и нитрамины).
С практической точки зрения важной является классификация экзогенных химических канцерогенов по степени их онкологической опасности для человека. Она разработана экспертами Международного агентства по изучению рака (МАИР, IARC). Согласно этой классификации все вещества разделены на три категории:
- 1 категория — канцерогенные для человека химические вещества и производственные процессы.
- 2 категория — вещества с вероятной канцерогенной активностью для человека (подгруппа А — высокая вероятность, подгруппа В — низкая вероятность).
- 3 категория — сомнительные канцерогены для человека.

1. ПАУ и гетероциклические соединения
Полициклические ароматические углеводороды (ПАУ) являются типичными проканцерогенами. В том виде, в каком эти вещества поступают в организм, они не способны вызывать образование опухолей. Необходима их активация, в результате чего появляются канцерогенные метаболиты (для бензпирена такими метаболитами являются диолэпоксиды, образующиеся под влиянием фермента эпоксид-гидратазы). Для метаболической активации необязательно поступление ПАУ в печень, она может протекать в месте введения при участии различных клеток, в том числе эпителиоцитов и фибробластов. Основные представители группы — бензпирен, метилхолантрен и диметилбензантрацен.
ПАУ и гетероциклические соединения содержатся (1) в табачном дыме, (2) в выхлопных газах автотранспорта и заводских дымах, продуктах горения каменного угля, (3) в некоторых пищевых продуктах, прежде всего в копчёностях, (4) в асфальте.
ПАУ обнаруживаются практически везде — в водах мирового океана, на дне морей, в почве, атмосферном воздухе, в растениях, пищевых продуктах. Особенно значительное содержание ПАУ отмечено в донных отложениях, где концентрация бензпирена достигает 7,5—8,0 г/кг. Современный самолёт выбрасывает несколько миллиграммов бензпирена в минуту; хотя эти выбросы представляют меньшую опасность для населения, чем выхлопные газы автотранспорта или заводские дымы, они всё же способствуют глобальному загрязнению среды канцерогенными ПАУ. Эти соединения не всегда являются техногенными загрязнениями. Как показали исследования грунта в зоне вечной мерзлоты, проведённые в 1979 г. А. П. Ильницким и соавт., тысячи лет назад концентрация бензпирена в почвах была такой же, как и сейчас (1—5 мкг/кг сухой почвы). На основании этих работ была сформулирована концепция природного (естественного) фона ПАУ по аналогии с естественным радиационным фоном, согласно которой ПАУ образуются постоянно и всегда присутствуют во внешней среде независимо от хозяйственной деятельности человека. Основным природным источником ПАУ является вулканическая деятельность. Ежегодно с вулканическим пеплом в атмосферу выбрасывается несколько тонн бензпирена. Однако количество это невелико по сравнению с ПАУ техногенного происхождения. В организм человека за 70 лет жизни с пищей попадает от 4 до 30 мг бензпирена.
ПАУ являются канцерогенами главным образом местного действия, но в некоторых случаях могут и вызывать опухоли в органах, удалённых от места их аппликации. В 1915 г. у кроликов была индуцирована опухоль кожи путём длительного смазывания ушных раковин каменноугольной смолой, а в 1930—1932 гг. из неё выделили канцерогенные вещества, в частности, бензпирен, 7,12-диметилбензантрацен и 20-метилхолантрен.
Высока концентрация бензпирена и его аналогов в продуктах горения каменного угля. Ещё в 1775 г. английский хирург Персиваль Потт описал рак кожи мошонки у трубочистов. При работе они спускались в трубы практически голыми. При этом происходило загрязнение кожи сажей, в которой, как выяснилось позднее, высоко содержание бензпирена и других ПАУ. Уже тогда предпринимались попытки профилактики этой формы рака на государственном уровне. Известно, что поэт Байрон выступал в парламенте с предложением запретить опасный для здоровья детский труд, в частности, труд трубочистов. Однако рак мошонки у трубочистов наблюдали даже в 1948 году.
Онкоэпидемиологами отмечена более высокая заболеваемость раком желудка у лиц, предпочитающих копчёности.
Бензпирен и его аналоги являются также техногенными факторами загрязнения атмосферы. Помимо выхлопных газов автотранспорта и заводских дымов, ПАУ содержатся в асфальте. При изнашивании асфальта образуется пыль, загрязняющая атмосферу.
Табачный дым. По крайней мере половина случаев рака лёгкого связана с курением. Частота возникновения этой опухоли определяется продолжительностью и интенсивностью курения. У начавших курить в возрасте до 15 лет частота рака лёгкого выше ожидаемой, рассчитанной на основании числа выкуриваемых в сутки сигарет, то есть детский организм оказывается более чувствительным к канцерогенным воздействиям (такая же закономерность установлена и для ионизирующей радиации). Правда, среди тех, кто выкуривает в день даже по 30—40 сигарет, рак развивается всё же у меньшинства.
Канцерогенные факторы табачного дыма:
- Соединения мышьяка, прежде всего триоксид мышьяка (содержание мышьяка в табачном дыме в 15 раз выше предельно допустимых доз для пищевых продуктов)
- ПАУ
- Нитрозосоединения и нитрамины
- Радиоактивные вещества (полоний и радон)
- Ароматические аминосоединения (2-нафтиламин).

В начале XX столетия рак лёгкого был редким злокачественным новообразованием, однако в настоящее время он занимает первое место в структуре онкологической заболеваемости мужчин практически во всех развитых странах мира. Курение способствует развитию не только рака лёгкого, но и злокачественных опухолей других локализаций. Среди тех, кто курит постоянно, смертность от рака лёгкого выше по сравнению с некурящими в 11,3 раза, от рака полости рта, глотки, гортани и пищевода — в 7 раз, от рака мочевого пузыря — в 2,2 раза, от рака поджелудочной железы — в 1,7 раза и от рака почки — в 1,4 раза (R. Doll, R. Peto, 1981).
Учитывая разнообразие канцерогенов табачного дыма, обладающих различной органотропностью, становится понятным учащение развития злокачественных опухолей не только лёгких, но и других органов. В частности рак мочевого пузыря у курящих может быть обусловлен ароматическими аминосоединениями табачного дыма. Наиболее опасна последняя треть сигареты, поскольку в ней в процессе горения первых двух третей накапливаются канцерогены. Первые затяжки относительно безвредны. Американцы шутят, советуя закладывать ближе к концу сигареты небольшое количество взрывчатки — тогда никто не будет докуривать её до конца. Менее опасны в онкологическом отношении сигареты с фильтром. Борьба с курением — важнейший аспект первичной профилактики рака лёгкого.
2. Ароматические азосоединения и ароматические аминосоединения
Ароматические азосоединения. Впервые канцерогенные свойства азосоединений были выявлены в 1935 г. при скармливании крысам азокрасителя орто-аминоазотолуола. У животных при этом возникали опухоли печени. Ароматические азосоединения (азокрасители) используются для окраски тканей в текстильной промышленности, в производстве косметических средств, для цветной печати в полиграфии и в изготовлении цветных фотографий. В первой половине XX века азокраситель масляный жёлтый добавляли к маргарину и сливочному маслу для придания им цвета свежего летнего продукта. Канцерогенность его установлена в 1937 г. В настоящее время использование в пищевой промышленности этого красителя повсеместно запрещено.
Ароматические аминосоединения. Основные представители ароматических аминосоединений — 2-нафтиламин, бензидин и 4-аминобифенил. Из них наибольшей канцерогенной активностью обладает 2-нафтиламин. Ароматические аминосоединения широко используются в химической, фармацевтической промышленности, в медицине для контроля качества предстерилизационной обработки хирургического инструментария и в лабораторной диагностике (реакция Грегерсена на скрытую кровь в фекалиях и в гематологических исследованиях для цитохимической дифференциации миелобластов). При попадании в организм они вызывают рак мочевыводящих путей, прежде всего мочевого пузыря. Описан профессиональный рак мочевого пузыря у рабочих анилиновой промышленности (анилиновый рак), но вызывает его не анилин и его производные, как думали раньше, а 2-нафтиламин. Впервые канцерогенные свойства ароматических аминосоединений были выявлены в 1938 г., когда удалось индуцировать опухоли мочевого пузыря у собак, скармливая им 2-нафтиламин. И уже через несколько лет было предотвращено использование вещества из этого класса, предлагавшегося для консервации пищевых продуктов — 2-флуоренилацетамида. Это соединение было запатентовано в 1940 г. как основной ингредиент инсектицида и рекомендовалось для использования при консервации пищевых продуктов. В 1947 г. было показано, что при скармливании крысам оно индуцирует различные опухоли.
3. Нитрозосоединения и нитрамины
Изучение этой группы канцерогенов началось с 1965 г., когда П. Мэйджи и Дж. Барнс сообщили об индукции опухолей у крыс диметилнитрозамином. Пока не обнаружено ни одного вида животных, который бы был резистентен к этим канцерогенам. Чрезвычайно высокая активность этих соединений проявляется не только в широком спектре вызываемых ими опухолей, но и в развитии неоплазм даже после однократного введения. Открытие канцерогенности нитрозосоединений позволило индуцировать опухоли практически любого органа и создать экспериментальные модели, которые до этого удавалось получать лишь при местном воздействии ПАУ. Среди нитрозосоединений есть как прямые генотоксические канцерогены, так и проканцерогены.
Нитрозосоединения (нитрозамины и нитрозамиды), а также нитрамины поступают в организм следующим образом:
- Алиментарным путём (с пищей и водой)
- Образуются в само́м организме под влиянием ферментов микроорганизмов и собственных клеток (эндогенные нитрозосоединения)
- При потреблении табачных изделий, прежде всего «бездымного» табака (табачные нитрозосоединения).

Содержание нитрозосоединений в продуктах питания и воде зависит от состава почвы и резко возрастает при применении азотных удобрений. Установлено, что в пиве содержатся достаточно высокие количества нитрозосоединений (в среднем 2 мкг/л диметилнитрозамина); этим объясняют повышенную частоту рака толстой кишки у любителей пива.
Нитрозосоединения и нитрамины образуются из нитратов, нитритов и некоторых лекарственных препаратов (в частности, из амидопирина, исключенного по этой причине из реестра лекарственных средств) в полости рта и желудке под действием слюны и желудочного сока. Так, установлено, что после приёма пищи в крови человека значительно повышается концентрация нитрозаминов, в то время как в съеденной пище этих веществ было существенно меньше. Таким образом, эндогенное образование нитрозосоединений происходит постоянно и не является исключительным событием. Нитратами богаты овощи, выращиваемые на почвах с высоким содержанием минеральных удобрений. Нитрит натрия используется в пищевой промышленности как консервант (он содержится в мясных, рыбных и овощных консервах). Кроме того, нитриты образуются в пищевых продуктах при их хранении вследствие ферментативных процессов. Установлено, что в пище, хранящейся в холодильнике, нитриты образуются значительно медленнее.
Канцерогенность нитрозосоединений и нитраминов для человека доказана эпидемиологическими исследованиями в Колумбии, где в ряде районов отмечалась высокая заболеваемость раком желудка. Оказалось, что жители этих районов использовали воду с высоким содержанием нитратов. Гигиенические мероприятия по улучшению водоснабжения привели к снижению заболеваемости раком желудка.
Нитрозосоединения содержатся в табаке и поступают в организм при его курении или использовании так называемого «бездымного» табака. Особенно высокие концентрации нитрозосоединений обнаружены в различных формах «бездымного» табака (жевательного, нюхательного). Они превышают содержание нитрозосоединений в пищевых продуктах в тысячи раз. Фактически «бездымный» табак является канцерогеном именно за счёт присутствия нитрозосоединений, другие химические канцерогены определяются в нём в минимальных количествах. В табачном дыме нитрозосоединений значительно меньше. Потребление «бездымного» табака распространено главным образом в странах Азии, где эта привычка приводит к развитию рака полости рта.
Установлено, что витамин С препятствует образованию нитрозосоединений и нитраминов. Более того, он может полностью подавить их синтез в организме. При недостаточном поступлении аскорбината в крови постоянно обнаруживаются канцерогены этой группы в виде фонового уровня.
4. Природные неорганические канцерогены
Среди неорганических веществ канцерогенная активность для человека доказана в отношении соединений мышьяка, хрома, никеля и для минеральных волокнистых материалов (асбеста, эрионита). Соединения бериллия и кадмия рассматриваются как возможные канцерогены для человека с высокой степенью вероятности. Канцерогенное действие соединений мышьяка подтверждено многочисленными наблюдениями. Рак кожи у рабочих, контактировавших с мышьяком, считается одной из наиболее типичных профессиональных злокачественных опухолей. У сталеваров риск заболевания раком лёгкого повышен в 4—12 раз вследствие загрязнения воздуха в цехах триоксидом мышьяка. Ранее соединения мышьяка использовались как лекарственные препараты для внутреннего употребления, после установления их канцерогенности они исключены из реестра лекарственных средств. Соединения хрома вызывают рак лёгкого у рабочих соответствующих отраслей химической промышленности. Соединения никеля ответственны за развитие рака полости рта, лёгкого и гортани у рабочих на химических производствах.
Асбест — волокнистый природный материал. Наибольшей канцерогенностью обладают длинные тонкие волокна. При длительном контакте у рабочих, занятых добычей и переработкой асбеста, возникают рак лёгкого и злокачественная мезотелиома плевры. Особенно резкое учащение развития рака лёгкого отмечено у курящих рабочих асбестовой промышленности. Кроме того, показано увеличение риска развития опухолей желудочно-кишечного тракта и мезотелиом брюшины при длительном контакте с асбестовой пылью. Проблема онкологической опасности асбеста вышла за рамки чисто производственной проблемы. Материалы, содержащие асбест, применяются чрезвычайно широко, почти во всех отраслях промышленности, в строительстве (в том числе, при внутренней отделке зданий), на транспорте. Асбестовые волокна присутствуют в атмосфере крупных городов, их обнаруживают в питьевой воде. В целом асбесту приписывают 5 % смертей от рака лёгкого и 1—2 % летальных исходов от всех злокачественных новообразований, то есть асбест рассматривается как один из ведущих канцерогенных факторов для человека. Механизм канцерогенного действия асбеста остаётся до сих пор загадкой. Известно, что волокна асбеста активно сорбируют на своей поверхности канцерогенные вещества, однако только этой особенностью асбеста трудно объяснить все его онкологические эффекты. Природный асбест более канцерогенен, чем искусственный. Различаются по степени канцерогенной активности также различные виды асбеста: амфиболы (крокидолит — голубой асбест, тремолит, антофиллит, амозит, актинолит, магнезиаарфведсонит и другие) более опасны, чем хризотил (белый асбест).
Кроме асбеста вызывать злокачественные опухоли могут и другие природные и искусственные минеральные волокна. Так, в селе Караин (Турция) изучение вспышки злокачественной мезотелиомы плевры в конце 70-х гг. (максимальная заболеваемость составила 1 % от всех жителей села, что в сотни раз превысило среднепопуляционный уровень) позволило выявить новый волокнистый минерал, обладающий канцерогенной активностью — эрионит. Концентрация этого алюмосиликата в воздухе и почве Караина была очень высокой. Санитарно-гигиенические мероприятия позволили снизить заболеваемость мезотелиомой плевры до среднего уровня.
В экспериментах на животных канцерогенные свойства обнаружены у стекловолокна.
Соединения бериллия и кадмия, возможно, вызывают рак лёгкого у рабочих соответствующих химических производств. Предполагается участие кадмия в развитии рака предстательной железы. В ряде работ указывалось на повышение суммарной частоты злокачественных новообразований у рабочих, контактировавших на производстве с соединениями свинца, однако повышение смертности от опухолей отдельных локализаций было статистически недостоверным, что ставит под сомнение канцерогенные свойства соединений свинца, хотя у животных они вызывают опухоли почек.
5. Природные органические канцерогены
Выделяют три группы природных органических канцерогенов: фито-, мико- и бактериотоксины (продукты жизнедеятельности соответственно высших растений, плесневых грибов и бактерий). Наибольшее значение имеют микотоксины, поскольку вырабатывающие их плесени часто поражают пищевые продукты, особенно в условиях жаркого и влажного климата. Высокий уровень заболеваемости первичным раком печени у африканского населения связан прежде всего с действием афлатоксинов, продуцируемых грибами Aspergillus flavus.
К микотоксинам с доказанной канцерогенной активностью относятся следующие вещества:
1. Афлатоксины (продуценты Aspergillus flavus, Aspergillus parasiticus)
2. Стеригматоцистин (Aspergillus versicolor, Aspergillus nodulans)
3. Лютеоскирин (Penicillium islandicum)
4. Циклохлоротин (Penicillium islandicum)
5. Гризеофульвин (Penicillium griseofulvum, P. utricae, P. patulum и другие виды рода Penicillium)
6. Элайомицин (Streptomyces hepaticus)
7. Фузариотоксин (Fusarium sporotrichum).

Перечисленные плесневые грибы выделены из различных пищевых продуктов, в том числе и изготовленных в заводских условиях (кофе, колбасы, прежде всего копчёные, крупы, хлебобулочные и макаронные изделия). Fusarium sporotrichum поражает прежде всего перезимовавшее зерно.
Среди канцерогенных бактериотоксинов основное значение имеют этионин и сафрол. Оба вызывают опухоли печени у экспериментальных животных. Сафрол обнаруживается в сассафрассовом масле, получаемом из корицы и мускатного ореха. Оно используется в качестве ароматической добавки к пищевым продуктам.
Канцерогенные фитотоксины у животных вызывают опухоли печени:
1. Циказин из пальмы Cicas ciccinalis, орехи которой употребляются в пищу в некоторых регионах планеты.
2. Пирролизидиновые алкалоиды Crotolaria, Geliotropium и крестовника Senecio.
3. Алкалоиды папортника Pterydium aquilinum (он используется в пищу в Японии, и среди тех, кто употребляет его постоянно, частота рака пищевода значительно выше средней в популяции).

6. Полимерные материалы
У лабораторных животных через 1—1,5 года после имплантации полимерных материалов развиваются саркомы. В литературе описаны единичные наблюдения сарком у человека, возникших под влиянием полимерных материалов. Изучение онкогенного действия пластмасс актуально в связи с широким использованием в медицине протезов из полимерных материалов. Считается, что пластмассы с сетчато-волокнистой структурой наиболее безопасны в онкологическом отношении.
7. Крепкие алкогольные напитки
Крепкие алкогольные напитки не являются прямыми канцерогенами, но систематическое употребление их может привести к развитию рака пищевода и желудка. Во Франции 95 % больных раком пищевода — мужчины-любители кальвадоса — 60-градусного яблочного самогона, популярного среди сельских жителей этой страны. В Дании 65 % больных раком пищевода — хронические алкоголики. Крепкие спиртные напитки благодаря раздражающему действию способствуют развитию хронического эзофагита, на фоне которого из очагов тяжёлой дисплазии может сформироваться рак. В целом алкоголь считают ответственным примерно за 3 % смертей от злокачественных новообразований.
8. Винилхлорид-мономер
Винилхлорид-мономер представляет собой газообразное вещество, широко используемое в химической промышленности. Это соединение является одним из наиболее активных канцерогенов человека. Под влиянием винилхлорида развиваются разнообразные опухоли. Особенно характерна ангиосаркома печени, встречающаяся у людей, не контактирующих с винилхлоридом, крайне редко — 1 случай на 7 млн населения. Канцерогенные свойства винилхлорида были обнаружены при изучении заболеваемости ангиосаркомой печени у рабочих химических производств США и Западной Европы. На некоторых заводах заболеваемость этой опухолью превышала в десятки тысяч раз среднепопуляционный уровень. Позже у них были выявлены опухоли других локализаций и другого гистогенеза: лейкемии, рак лёгкого и опухоли головного мозга.
9. Производные гидразина
Среди экзогенных химических канцерогенов с недоказанной онкологической опасностью для человека следует назвать производные гидразина. Гидразины, гидразиды и гидразоны как самостоятельный класс экзогенных химических канцерогенов изучается сравнительно недавно. Производные гидразина используются как лекарственные средства (противотуберкулёзные препараты изониазид, фтивазид; психотропное средство фенилэтилгидразин и антибактериальный препарат 5-нитро-2-фуральдегид-семикарбазон) и гербициды. Некоторые съедобные грибы синтезируют эти соединения (50 мг на 100 г). Перечисленные гидразины, использующиеся как фармакотерапевтические средства, у животных вызывают опухоли лёгких и молочной железы.

### Вирусный канцерогенез
Инфекционный канцерогенез предполагает участие микроорганизмов в трансформации нормальных клеток в опухолевые. У человека онкогенная активность установлена только для вирусов. У других живых организмов в развитии опухолей принимают участие не только инфекционные молекулы, но и клеточные инфекты. Так, у растений опухоли вызывают бактерии рода Agrobacter, обитающие как сапрофиты и в кишечнике человека. Пероральное заражение мышей Citrobacter freundii вызывает резкое усиление пролиферации клеток покровного эпителия толстой кишки и значительно повышает частоту индуцированных опухолей в этом органе. У человека бактерии рода Helicobacter (этиологический фактор хронического гастрита типа В) значительно увеличивают риск развития MALT-лимфомы желудка, однако прямого участия в малигнизации лимфоидных клеток они не принимают.
Предположения о вирусной природе рака были сделаны ещё в конце XIX — начале XX века. Первое экспериментальное подтверждение вирусного канцерогенеза получил американский патолог Френсис Пэйтон Ра́ус (1879—1971). В 1910 г. он вызвал веретеноклеточную саркому у кур путём пересадки здоровым особям не злокачественных клеток, а фильтрата из них, пропущенного через бактериальные фильтры (свечи Шамберлена). В 1911 г. Раус опубликовал результаты своих работ. Однако только через 55 лет его взгляды были признаны мировой наукой и в 1966 г. он получил Нобелевскую премию. Веретеноклеточная саркома кур была названа его именем (саркома Рауса). Активно поддерживали вирусную теорию канцерогенеза коллега Рауса американский вирусолог Ричард Эдвин Шо́уп (описавший вирусную папиллому кроликов, названную впоследствии его именем — папиллома Шоупа) и советский вирусолог Лев Александрович Зи́льбер. Вирусные опухоли широко распространены среди животных. У человека пока доказана роль лишь шести вирусов в этиологии злокачественных новообразований.
Онкогенные вирусы человека:
I. ДНК-онкогенные вирусы
1. Вирус простого герпеса 2 типа (HHV-2)
2. Вирус простого герпеса 8 типа (HHV-8)
3. Вирус Эпштейна—Барр
4. Вирус папилломы человека.

II. РНК-онкогенные вирусы (онкорнавирусы)
1. НТLV-1
2. НТLV-2.

Онкогенные свойства других вирусов на клетки человеческого организма не доказаны. Вирусы гепатита B и С непосредственно не вызывают трансформацию нормальных клеток в опухолевые. Рак печени при этом возникает на фоне обусловленного этими вирусами цирроза («рак в рубце»). ВИЧ также способствует развитию опухолей опосредованно, вызывая тяжёлую недостаточность иммунитета и системы антибластомной резистентности.

#### Вирусы простого герпеса
Симплексвирус 2 типа является возбудителем рака шейки матки и рака полового члена. Предполагается его участие в развитии рака предстательной железы. Ещё в 1842 г. итальянский врач Ригони-Стерн, изучая частоту рака шейки матки у проституток и монахинь, установил, что у монахинь рак шейки матки встречается крайне редко, тогда как у проституток эта форма рака встречалась часто. Отсюда был сделан закономерный вывод — возбудитель рака шейки матки передается половым путём.
Дальнейшее изучение этой проблемы привело к интересным и несколько неожиданным результатам. Оказалось, что вирусы герпеса поражают эпителий головки полового члена и внутренней поверхности крайней плоти. Вирусы персистируют в этих клетках, не вызывая, как правило, клинически выраженного процесса (баланита или баланопостита) и накапливаются в секрете препуциальных желёз (желёз крайней плоти мужского полового члена — желёз Тайсона) — смегме, покрывающей головку полового члена. В состав смегмы входит не только секрет желёз Тайсона, но и десквамированные клетки эпителия, в том числе и инфицированные. При надлежащем гигиеническом уходе за кожей головки эти вирусы не вызывают каких-либо патологических процессов. Однако наличие вирусов герпеса в смегме делает её канцерогенной, прежде всего для эпителия вагинальной порции шейки матки, куда смегма попадает при половом акте. Установлено, что чем раньше женщина начинает половую жизнь и чем чаще она меняет партнёров, тем выше риск развития рака шейки матки.
Длительное воздействие смегмы на головку полового члена, что происходит при несоблюдении гигиены или при фимозе, может привести к развитию рака полового члена. Наиболее высокие уровни заболеваемости раком этой локализации отмечены в Южном Китае и Вьетнаме, где рак полового члена является одной из наиболее частых злокачественных опухолей. Наоборот, это заболевание практически неизвестно в мусульманских странах и в Израиле, что связано с широким распространением в этих странах обряда обрезания. Заболеваемость раком шейки матки в этих странах также крайне низкая.
Фимоз, затрудняющий гигиену полового члена и сопровождающийся накоплением смегмы в препуциальном мешке, способствует развитию рака. Так, 40 % больных раком полового члена — это больные с фимозом.
Вирус герпеса человека 8 типа вызывает злокачественные опухоли только на фоне тяжёлого иммунодефицита. Наиболее часто этот вирус обусловливает развитие саркомы Капоши.

#### Вирус Эпштейна—Барр
Вирус Эпштейна—Барр из семейства Herpesviridae вызывает aфриканскую лимфому Беркитта (описана английским хирургом Денисом Парсонсом Беркиттом) и недифференцированную назофарингеальную карциному, распространённую в Юго-Восточной Азии. Получены весомые аргументы в пользу возможной этиологической роли вируса Эпштейна—Барр для лимфомы Ходжкина. При этом доказана этиологическая роль вируса Эпштейна—Барр в возникновении одного (правда, крайне редкого) варианта болезни — парагранулёмы Ходжкина. Имеются данные о возможной роли вируса Эпштейна—Барр в развитии других злокачественных лимфом (прежде всего, лимфом головного мозга) у больных с трансплантированными почками, получавшими длительное время иммунодепрессанты.

#### Вирус папилломы человека
Вирус папилломы человека из семейства Papovaviridae — возбудитель доброкачественных вирусных бородавок на коже и слизистой оболочке полости рта. Значительная часть случаев рака шейки матки связана с воздействием на эпителий слизистой оболочки этого вируса. Вирус папилломы человека 5 типа вызывает такое редкое заболевание кожи как верруциформную эпидермодисплазию Левандовского—Лютца, которая является облигатным предраком кожи.

#### Онкорнавирусы
Онкорнавирусы человека относятся к семейству Retroviridae, они вызывают некоторые опухолевые заболевания кроветворной ткани (гемобластозы). Эти вирусы были открыты в 1980 г. американским вирусологом Робертом Галло и названы человеческими Т-лимфоцитарными вирусами (НТLV). Различают два основных типа этих вирусов: НТLV-1 и НТLV-2.
НТLV-1 (АТLV) вызывает Т-клеточную лимфому и Т-клеточную лейкемию взрослых, распространенные в тропических странах. Наиболее высокая заболеваемость отмечена у местных жителей на японских островах Киуси и Сихоку и у негроидов в странах Карибского бассейна. Спорадически эта опухоль встречается по всему миру. Заболевание возникает обычно у лиц старше 50 лет, протекает тяжело и быстро приводит к летальному исходу. В эндемических очагах 20 % населения, в основном родственники больных, являются носителями этого вируса. Вирус передаётся тремя путями: половым (причём, от мужчины к женщине, но не наоборот), при переливании инфицированной крови и использовании загрязнённого инструментария для парентеральных манипуляций, а также трансплацентарным путём от матери плоду. Заболевает один из 2000 инфицированных.
НТLV-2 является возбудителем волосовидноклеточной лейкемии, распространённой повсеместно и названной так потому, что на поверхности опухолевых клеток образуются тонкие волосовидные выросты цитоплазмы.

## Иммунодефицитные состояния
Как наследственные (первичные), так и приобретённые (вторичные) иммунодефициты способствуют развитию злокачественных опухолей.
Все первичные иммунодефициты сопровождаются повышением частоты опухолей, прежде всего у тех больных, продолжительность жизни которых достаточно высока (20—30 лет): больные синдромом Вискотта—Олдрича и атаксией-телеангиэктазией Луи-Бар.
Приобретённые иммунодефициты также сочетаются с повышенной частотой злокачественных новообразований.
Возрастной иммунодефицит в этом отношении наиболее показателен, так как злокачественные опухоли поражают людей преимущественно среднего и пожилого возраста. Риск заболевания злокачественной опухолью после 60 лет в 50—100 раз выше, чем в возрасте 25 лет («рак — плата за долголетие»). Среди лиц, старше 60 лет, распространённость всех злокачественных новообразований превышает соответствующий показатель для людей младше 40 лет в 16,5 раз для мужчин и в 6,7 раза для женщин.
Иммунодефицит, развивающийся при ВИЧ-инфекции, часто приводит к появлению злокачественных опухолей (особенно лимфом и саркомы Капоши).
При ятрогенных иммунодефицитах, связанных с длительным лечением больных препаратами с иммунодепрессивным действием (цитостатики, глюкокортикоиды), также повышается частота злокачественных опухолей, в частности, злокачественных лимфом и саркомы Капоши.

## Болезни репарации ДНК
Болезнями репарации ДНК называется группа наследственных заболеваний, в основе которых лежит недостаточная активность ферментов, обеспечивающих восстановление повреждённой ДНК.
К ним относятся следующие основные заболевания:
- Пигментная ксеродерма
- Апластическая анемия Фанкони
- Прогерия.

### Пигментная ксеродерма
Пигментная ксеродерма характеризуется резко сниженной активностью энзимов репарации ДНК в клетках эпидермиса, поэтому у больных уже в детском возрасте возникают злокачественные опухоли кожи, от которых они в конечном итоге и погибают. Ведущим канцерогеном для таких больных является солнечный ультрафиолет. Единственная возможность первичной профилактики рака при этом заболевании — его ранняя диагностика (на первом году жизни) и полное исключение инсоляции. Клинические признаки, как правило, появляются на 2—3-м году жизни после пребывания ребёнка на солнце. На тех участках кожного покрова, которые подверглись воздействию ультрафиолета, развивается дерматит с исходом в атрофию эпидермиса и придатков кожи. Атрофия эпидермиса сопровождается его истончением, атрофия волосяных фолликулов — выпадением волос, атрофия сальных и потовых желёз — сухостью кожи (термин «ксеродерма» означает «сухая кожа»). Характерны участки гипер- и депигментации. Частота заболевания 1:250.000 населения, частота гена в популяции 1:375. Риск развития злокачественных опухолей кожи при пигментной ксеродерме повышен в 1000 раз по сравнению с лицами, не страдающими этим заболеванием.
Основные формы болезни:
1. Классическая (больные погибают в детском возрасте от злокачественных опухолей кожи)
2. Пигментный ксеродермоид Юнга — менее тяжёлый дефицит энзимов репарации ДНК (опухоли кожи появляются примерно к 30 годам жизни)
3. Синдром де Санктиса—Каккионе — сочетание пигментной ксеродермы с карликовым ростом и олигофренией
4. Синдром Блюма — сочетание признаков пигментной ксеродермы и прогерии (больные отличаются низкорослостью, интеллект при этом не страдает).

### Апластическая анемия Фанкони
Анемия Фанко́ни — апластическая анемия, развивающаяся в детском возрасте. У каждого четвёртого больного появляются злокачественные новообразования, прежде всего острые лейкемии.

### Прогерия
Прогерия (преждевременное старение) может быть генерализованной и локальной. Последняя протекает обычно с изолированным поражением кожи (например, синдром Фальты — Клода Гужеро).
Генерализованную прогерию делят на два варианта:
1. Прогерия детей Ги́лфорда—Ха́тчинсона (начинается с рождения)
2. Прогерия взрослых Ве́рнера (первые признаки появляются в период полового созревания).

При прогерии наблюдаются все симптомы старения — дряблая морщинистая кожа, поседение волос, ранний атеросклероз. У детей с синдромом Гилфорда—Хатчинсона опухоли не встречаются. По-видимому, они не успевают развиться, поскольку дети умирают от старости на первом десятилетии жизни. В то же время, у каждого десятого больного прогерией Вернера возникают злокачественные опухоли (прежде всего, рак молочных желёз, остео- и фибросаркомы).

## «Рак в рубце»
У человека наиболее распространёнными вариантами «рака в рубце» являются следующие опухоли:
- Значительная часть случаев периферического рака лёгкого
- Первичный рак печени на фоне цирроза
- Рак из хронической язвы желудка и двенадцатиперстной кишки
- Рак кожи, развивающийся из краёв трофических язв.
- Рак почки, развивающийся из послеоперационных рубцов (после удаления крупных камней в почках или других операций, например, по поводу гидронефроза).

Установленный в ряде исследований повышенный риск развития рака в культе желудка после его резекции по поводу язвенной болезни отчасти может быть объяснён влиянием на процессы канцерогенеза послеоперационного рубца (основное значение при этом отводят раздражающему влиянию желчи на слизистую оболочку культи, рефлюкс которой является закономерным следствием резекции желудка).

## «Ятрогенный рак»
«Ятрогенный рак» — условное обозначение злокачественных новообразований, развившихся под влиянием медицинских процедур (лечебных или диагностических). Медицинские воздействия могут обеспечить развитие всех вышеперечисленных форм недостаточности антибластомной резистентности. Наибольшим потенциалом в развитии «ятрогенного рака» обладают фармакотерапевтические средства и лучевая терапия, применяемая для лечения как злокачественных опухолей, так и неопухолевых заболеваний.
Из других ятрогенных факторов канцерогенеза определённую роль играет операционная травма. Операционная травма, как любая другая травма, повышает риск развития злокачественных новообразований. Отчасти это объясняется формированием рубца. Выше приведены данные о более частом возникновении опухолей в оперированном по поводу язвенной болезни желудке именно в области рубца.
Широкое применение в медицине различных физиотерапевтических методов и диагностических процедур, основанных на глубоком прогревании тканей, использовании механических колебаний и электромагнитных полей пока не нашло должного отражения в онкоэпидемиологических исследованиях, поэтому степень онкологической опасности этих воздействий на организм человека неизвестна.

### Фармакотерапевтические канцерогены
Первыми лекарственными средствами с установленной канцерогенной активностью стали соединения мышьяка (чаще вызывают рак кожи). Это послужило причиной исключения их из реестра лекарственных средств.
Высокому риску развития злокачественных новообразований подвержены больные, принимающие иммунодепрессанты. Особенно наглядно эта закономерность проявляется при трансплантации органов, требующей активной иммуносупрессии. У больных с пересаженными почками, например, риск развития злокачественных лимфом повышается в 20 раз по сравнению со среднепопуляционным уровнем. Латентный период в развитии лимфом при этом непродолжительный: риск их возникновения достигает максимума уже в течение первого года после трансплантации. Половина всех лимфом локализуется в головном мозге, что в 50 раз чаще по сравнению с лицами, возникновение у которых лимфом не связано с иммунодепрессивной терапией. Нередко у таких больных встречается саркома Капоши. Саркомы мягких тканей, рак лёгкого, печени, желчевыводящих путей, мочевого пузыря, щитовидной железы встречаются у больных с трансплантированными почками в 2 раза чаще. В отличие от лимфом, они развиваются примерно через два года, после чего риск появления их продолжает увеличиваться.
Цитостатические препараты могут вызвать острую лейкемию (как правило, миелобластную), а циклофосфамид, кроме того, и рак мочевого пузыря.
Диэтилстильбэстрол представляет онкологическую опасность для потомства (светлоклеточный рак влагалища и шейки матки, развивающийся в возрасте до 20—30 лет, у лиц, испытавших внутриутробное влияние этого средства). С применением конъюгированных эстрогенов в качестве заместительной терапии в постклимактерическом периоде было связано учащение в США рака эндометрия.
Фенацетин (ранее широко использовавшийся ненаркотический анальгетик), способен не только вызывать интерстициальный нефрит, но и рак лоханки. Другой препарат из этой же группы амидопирин при приёме внутрь служит источником эндогенного синтеза нитрозосоединений. Оба препарата исключены из реестра лекарственных средств.
Помимо перечисленных существует список из нескольких десятков лекарственных препаратов с вероятной канцерогенностью.

### Лучевая терапия
Доказана канцерогенность как неионизирующих (ультрафиолет), так и ионизирующих излучений, применяемых в диагностических и лечебных целях. Так, при лечении псориаза рак кожи может возникнуть под влиянием длинноволновых ультрафиолетовых лучей (фотодинамическая терапия). Выше говорилось о повышении частоты злокачественных новообразований у лиц, получивших лучевую терапию - это так называемые вторичные злокачественные опухоли. При этом опухоль развивается в зоне облучения, в тканях, окружавших первичную опухоль, также подвергшихся облучению.

## Профессиональный рак
Профессиональный рак — злокачественные опухоли, развивающиеся под влиянием производственных патогенов и поэтому характерные для определённых профессиональных групп населения. Производственные канцерогены ответственны примерно за 5 % злокачественных опухолей человека и за 15 % смертей от рака лёгкого у мужчин.
Первое описание профессионального злокачественного новообразования сделал в 1775 г. английский врач Персиваль Потт (рак кожи мошонки у трубочистов). Затем стали известны опухоли кожи и лёгких у виноградарей под влиянием мышьяксодержащего пестицида (жидкость Бордо); рак мочевого пузыря у рабочих анилинокрасочной промышленности («анилиновый рак») и опухоли кожи, развивающиеся при работе с каменноугольным дёгтем и минеральными маслами. Выше перечислены случаи профессионального радиогенного рака, опухолей, развивающихся под влиянием винилхлорида, природных неорганических канцерогенов.
В ряде случаев канцерогенными признаны технологические процессы, поскольку определённые факторы, ответственные за развитие опухолей на этих производствах, пока не выявлены.
К таким технологическим процессам (1 категория канцерогенных для человека факторов по классификации IARC, 1982) относятся следующие производства:
- Производство аурамина
- Добыча гематита (предполагается влияние радиоактивного инертного газа радона)
- Производство изопропилового спирта
- Кожевенное и обувное производство, ремонт обуви
- Деревообрабатывающая и мебельная промышленность
- Производство резины.

Ко 2 категории отнесено производство фуксина (подгруппа А).
Производственные канцерогены могут воздействовать не только на работающих, но и на членов их семей, а также на лиц, проживающих в непосредственной близости от предприятий. Так, мезотелиомы плевры чаще встречаются у членов семей рабочих асбестовых производств и у живущих по соседству с такими предприятиями. Известен также случай с так называемыми радиевыми девушками, заболевавшими лейкозами и остеогенной саркомой из-за аккумуляции радия-226 в костной ткани, ввиду того что радий, как и кальций, относится к группе щелочноземельных металлов, и обладает схожими химическими свойствами. Такой же склонностью вызывать остеосаркому обладает и стронций-90, поскольку стронций также является щелочноземельным металлом и обладает характерными для этой группы химическими свойствами. 
Ранее, при более низких требованиях техники безопасности при работе с рентгеновскими аппаратами и менее совершенной и безопасной их конструкции, чем на сегодняшний день, был распространëн рак рентгенологов, часто это были злокачественные новообразования кожи. В современное время, ввиду нахождения самих врачей за пределами непосредственно помещения с аппаратом, применения специальных средств индивидуальной и коллективной защиты как врачами, так и пациентами, совершенствования конструкции, перехода на импульсные рентгеновские трубки, использованию рентгенотелевизионных аппаратов, не требующих непосредственного присутствия врача рядом с аппаратом во время работы, многократному снижению времени экспозиции, контроля поглощëнной дозы с помощью индивидуальных дозиметров и специальных дозиметров, установленных непосредственно на аппарате, риск развития радиогенных опухолей и у рентгенологов, и у пациентов, снижен практически до нуля.

## Условия развития злокачественных опухолей
Влияние факторов внешней среды на процессы канцерогенеза может существенно изменять уровень заболеваемости злокачественными опухолями. Так, заболеваемость раком желудка в США значительно ниже по сравнению с Японией, в то время как рак молочной железы и рак толстой кишки в США встречается чаще, чем в Стране восходящего солнца. Онкоэпидемиологическими исследованиями установлено, что у японцев, эмигрировавших в США, уровни заболеваемости перечисленными опухолями становятся такими же, как у коренных американцев.
Основными условиями развития злокачественных опухолей являются (1) наследственная предрасположенность (2) и приобретённые метаболические нарушения в виде синдрома канкрофилии Дильмана.

### Наследственная предрасположенность
Понятие наследственная предрасположенность имеет предельно широкое значение. По существу, можно говорить о наличии наследственной предрасположенности к любому известному патологическому процессу. Важно другое — насколько эта предрасположенность выражена, каков риск её реализации. Поэтому необходимо различать высокую и низкую степень наследственной предрасположенности к различным патологическим процессам, в том числе и к развитию злокачественных новообразований.

#### Степень наследственной предрасположенности
В зависимости от степени наследственной предрасположенности к развитию злокачественных опухолей среди онкоэпидемиологов принята следующая классификационная схема, согласно которой всё население планеты подразделяется на три категории (Дж. Пито, 1980):
1. Лица с риском развития злокачественной опухоли в 1000 и более раз превышающим среднепопуляционный (больные пигментной ксеродермой, синдромом Гарднера, наследственной формой ретинобластомы).
2. Лица с риском, превышающим средний в 10—100 раз (именно у этих людей развивается основная масса наиболее распространённых новообразований).
3. Лица с минимальной предрасположенностью к злокачественным новообразованиям (таких людей абсолютное большинство).

Практически все хромосомные болезни и синдромы отличаются более частым развитием злокачественных опухолей. При болезни Дауна часто встречаются лейкемии (примерно в 10 раз чаще), при синдроме Шерешевского—Тёрнера — лейкемии и рак матки, при синдроме Клайнфелтера — лейкемии и рак молочной железы (рак молочной железы развивается в 65 раз чаще, чем у мужчин, не страдающих этой болезнью), при синдроме Швеера (наличие Y-хромосомы при женском фенотипе) — рак яичников.

#### Синдром «раковой семьи» Уортина
Наиболее выражена наследственная предрасположенность к злокачественным опухолям у членов так называемых «раковых семей» (термин А. Уортина, 1914).
Синдром «раковой семьи» Уортина характеризуется тремя признаками:
1. Злокачественные опухоли возникают у 40 % и более кровных родственников в нескольких поколениях.
2. Возраст возникновения злокачественных опухолей моложе, чем средний в популяции.
3. Новообразования часто бывают множественными (первично-множественные опухоли).

Однако существуют семьи с предрасположенностью к раку какого-либо одного органа. Наиболее достоверны сведения о семейном раке молочных желёз, яичников, толстой кишки и семейной меланоме.
Общие принципы ведения и лечения членов «раковых семей»:
1. Кровным родственникам в «раковых семьях» целесообразно пожизненно состоять под наблюдением онколога.
2. Важно формирование антимутагенного и антиканцерогенного образа жизни с максимально возможным исключением средовых канцерогенных воздействий (подбор профессии, места жительства, отказ от курения, крепких спиртных напитков, копчёностей, очень горячей пищи, исключение длительного пребывания на солнце).
3. Обязательными являются мероприятия по стимуляции иммунитета, в том числе и фармакотерапевтическими средствами.
4. Назначение препаратов с иммунодепрессивным действием должно проводиться только по жизненным показаниям.
5. Иногда рекомендуется удаление органа-мишени. Прежде всего это относится к семейным формам рака молочных желёз и рака яичников. Так, если у женщины из «раковой семьи» развивается в пременопаузе рак молочной железы, то рекомендуется удалить обе молочные железы. В семьях с раком яичника при так называемом «семейном накоплении» (три и более случаев) дочерям и сёстрам больных, достигшим 35 лет, предлагается профилактическая овариэктомия.

### Синдром канкрофилии Дильмана
Синдром канкрофилии представляет собой совокупность приобретённых нарушений обмена веществ, способствующих развитию злокачественных опухолей.
Он прежде всего характерен для следующих состояний:
- Старение организма
- Хронический дистресс (в частности, сопровождающийся психологической депрессией)
- Сахарный диабет II типа
- Ожирение
- Атеросклероз.

Метаболические нарушения, которые лежат в основе синдрома канкрофилии, способствуют развитию не только злокачественных новообразований, но и сахарного диабета, ожирения и атеросклероза. Биохимической сущностью синдрома является переключение клеток с преимущественного использования глюкозы как основного энергетического субстрата на использование жирных кислот. Это происходит из-за постепенной утраты клетками рецепторов к инсулину, в результате чего снижается толерантность к глюкозе. Формируется гипергликемия и реактивная гиперинсулинемия.
Поскольку клетки испытывают потребность в энергетических субстратах, а поступающая глюкоза не покрывает эту потребность, происходит мобилизация жиров, следствием чего является повышение в крови концентрации жирных кислот, нейтральных жиров и атерогенных липопротеинов, что способствует развитию атеросклероза. Длительная гипергликемия и гиперинсулинемия приводят также к усилению синтеза жира и к ожирению.
Повышенное содержание в крови инсулина вызывает реактивное усиление секреции контринсулярных гормонов, прежде всего глюкокортикоидов. Длительная гиперпродукция глюкокортикоидных гормонов (гиперкортицизм, «гиперадаптоз») является центральным звеном синдрома канкрофилии. Продолжительное усиление продукции глюкокортикоидов может вызвать активацию протоонкогенов, поскольку глюкокортикоидные гормоны влияют на процессы метилирования ДНК, контролируя репрессию и дерепрессию генов. Кроме того, глюкокортикоиды в избыточной концентрации угнетают реакции клеточного иммунитета и САР.

## Влияние пищи на генез злокачественных опухолей
Увеличение общей калорийности пищи, переедание и алиментарное ожирение способствуют развитию злокачественных опухолей. Наоборот, гипокалорийная диета снижает риск их развития. Следовательно, субкалорийные диеты могут быть наиболее простым, дешёвым и эффективным методом первичной профилактики злокачественных опухолей.

### Продукты питания и рак
Животные жиры и жирное Мяса, а также жиросодержащие кондитерские изделия повышают риск возникновения злокачественных новообразований у людей с ослабленной иммунной системой. Свежая рыба (не вяленая, не солёная, не консервированная), овощи и фрукты (за исключением больших количеств овощей и фруктов, содержащих грубые пищевые волокна) — снижают риск. Рак молочных желёз среди вегетарианцев ниже по сравнению с аналогичными показателями у мясоедов. Роль молочных продуктов в онкогенезе у человека противоречива, что связано с большими различиями в химическом составе свежего молока и продуктов его переработки, таких, как масло, сметана, творог, и кисломолочные продукты. Молочные продукты с высоким содержанием жиров (масло, жирная сметана, жирный творог) могут стать фактором развитию злокачественных опухолей у пациентов с ослабленной активностью ферментов липолиза. Кисломолочные продукты с низким содержанием жиров обладают защитным эффектом. Влияние кофе и напитков на его основе на развитие злокачественных новообразований зависит от количества и качества потребляемого напитка.

### Компоненты пищи и рак
Способствуют развитию злокачественных опухолей животные жиры (насыщенные жирные кислоты и холестерол), сахар и некоторые его заменители, животные белки и поваренная соль. Основным нутриентом, позитивно модифицирующим онкогенез, являются животные жиры. Так, рак поджелудочной железы, заболеваемость которым в промышленно развитых странах значительно выше, чем в странах третьего мира, связывают именно с высоким уровнем потребления жиров на фоне снижения активности ферментов липолиза в зрелом и пожилом возрасте. Исследования онкогенеза у крыс, содержавшихся на диете с избыточным содержанием жиров, но лишённой канцерогенных добавок, в ткани поджелудочной железы развивались очаги изменённых клеток, которые в ряде случаев прогрессировали в злокачественную опухоль. Избыточное потребление с белков при сниженной активности ферментов протеолиза приводит к образованию канцерогенных нитрозосоединений.
Употребление растительных жиров (ненасыщенных жирных кислот), грубых пищевых волокон, добавки умеренных доз витаминов А, С, Е и β-каротина ассоциировано с низкой онкологической заболеваемостью. Однако избыток грубых пищевых волокон может способствовать развитию рака толстой кишки вследствие механического выталкивания микробиома и защитного мукозного слоя, чем снижается зашита кишечника от раздражения и инфицирования. Среди пищевых волокон различают мягкие (мякоть фруктовых соков; полисахариды водорослей; овощи и фрукты, подвергнутые кулинарной обработке, в результате которой достигается их размягчение; максимально спелые фрукты; ягоды; бананы) и грубые (свежие морковь, редька, зелень; недостаточно созревшие фрукты). Последние не защищают от развития злокачественных опухолей.

### Питание и рак желудка
Риск возникновения рака желудка увеличивает пища, богатая углеводами и бедная белками, копчёности, вяленая или солёная рыба, солёные и маринованные овощи, недостаток в рационе свежих овощей и фруктов. Наиболее значимая зависимость отмечена между количеством потребляемой поваренной соли и заболеваемостью раком желудка: более солёная пища повышает риск развития этой опухоли. В частности, высокую заболеваемость раком желудка в Японии и Исландии связывают именно с предпочтением у населения этих стран солёной пищи, а более низкий уровень заболеваемости раком желудка в США — с меньшим потреблением соли. Наблюдающееся в последние десятилетия снижение заболеваемости раком желудка во многих странах коррелирует именно со снижением потребления соли населением этих стран. В эксперименте поваренная соль стимулирует развитие аденокарцином желудка у животных.

### Питание и рак толстой кишки
Фактором риска для возникновения рака толстой кишки является пища, богатая жиром, животным белком и грубыми пищевыми волокнами, а также бедная мягкими волокнами. Это соответствует данным о распространении рака толстой кишки: опухоль значительно чаще встречается в промышленно развитых странах. Выявлена прямая зависимость между количеством выпиваемого пива и риском развития рака толстой (особенно, прямой) кишки. Считается, что рак кишечника при этом обусловливают нитрозосоединения, концентрация которых в пиве довольно высока. У лиц, регулярно потребляющих капусту, рак толстой кишки встречается значительно реже; это связывают с индольными соединениями, тормозящими индукцию опухолей в эксперименте.

### Загрязнение пищи канцерогенами
Продукты питания могут загрязняться веществами с канцерогенной активностью — контаминантами. Среди канцерогенных загрязнений пищевых продуктов различают (1) экзогенные канцерогены и (2) канцерогены, образующиеся в продуктах питания при их кулинарной обработке или в процессе хранения. Основное значение при этом имеют канцерогенные микотоксины, образуемые плесневыми грибами. Канцерогенные вещества (ПАУ) образуются в пищевых продуктах при их копчении. Хранение продуктов, богатых белком, без достаточного охлаждения приводит к накоплению в них нитрозосоединений. Канцерогенной активностью могут обладать и некоторые пищевые добавки. Хрестоматийной является история с красителем масляным жёлтым. Консервированные продукты питания содержат нитрит натрия, который в организме под влиянием слюны и желудочного сока трансформируется в нитрозосоединения.

## Влияние среды обитания на генез злокачественных опухолей
Широко изучается влияние среды обитания на генез злокачественных опухолей, в том числе таких факторов окружающей среды, как загрязнение атмосферы в крупных городах, токсические промышленные отходы и их накопление в окружающей среде, загрязнение водоёмов и системы водоснабжения, использование небезопасных строительных материалов и их компонентов в жилой застройке и на промышленных объектах (токсичные растворы, лаки, краски, покрытия на основе свинцовых белил и других химически активных составов). Сочетанное воздействие на организм человека сразу нескольких канцерогенных факторов присутствующих в окружающей среде повышает риск, который может варьировать в зависимости от концентрации канцерогенов и длительности экспозиции. В охраняемых природных заповедниках и в санаторно-курортных районах с минимальным загрязнением от промышленной активности отмечается пониженные уровни заболеваемости злокачественными новообразованиями.

## Антиканцерогены
Антиканцерогены — факторы, препятствующие развитию злокачественных опухолей. В настоящее время считается, что витамины С, А и Е, а также соединения селена обладают выраженными антиканцерогенными свойствами и могут быть использованы в первичной профилактике злокачественных новообразований. Хорошо изучен антиканцерогенный эффект β-каротина (провитамина А). Ежедневное употребление овощей с высоким уровнем каротина снижает в два раза частоту возникновения рака лёгкого у курящих по сравнению с теми, кто курит, но овощи регулярно не ест. Снижение риска заболевания раком лёгкого у бросивших курить происходит тем быстрее, чем больше они потребляют овощей. Возможно, антиканцерогенной активностью обладает рибофлавин (витамин В2). В одной из работ продемонстрировано, что у обезьян, находившихся на диете, полностью лишённой рибофлавина, развиваются выраженные диспластические изменения в эпидермисе и эпителии пищевода.

### Витамин С
Эпидемиологическими исследованиями установлено, что лица, регулярно принимающие витамин С в виде лекарственного препарата или употребляющие в пищу зелень, фрукты и овощи, богатые аскорбинатом, реже страдают злокачественными опухолями. При добавлении аскорбиновой кислоты в каловые массы человека резко снижается их канцерогенность, что показано в экспериментах на животных. Эти данные говорят о возможности использования витамина С для профилактики рака толстой кишки.
Механизмы антиканцерогенного действия витамина С:
1. Инактивация нитрозосоединений и нитраминов, препятствие их эндогенному синтезу.
2. Стимулирование противовирусной защиты организма, в том числе и в отношении онкогенных вирусов.
3. Нормализация функции нейтрофильных гранулоцитов и макрофагов путём усиления их хемотаксических и фагоцитарных свойств.

### Витамин А
Витамин А и β-каротин являются дифференцировочными факторами для многослойных плоских эпителиев, способствуя их нормальному созреванию, а также активируют Т-лимфоциты и ЕК-клетки, то есть непосредственно влияют на клеточное звено САР.

### Витамин Е
Витамин Е — один из важнейших природных антиоксидантов. Блокируя липопероксиды и свободные радикалы, он препятствует повреждающему действию канцерогенов на клетки. Кроме опосредованных эффектов, витамин Е обладает прямым антионкогенным действием: (1) в его присутствии повышается активность интерферонов, и следовательно усиливается противовирусная защита организма; (2) как иммуномодулятор витамин Е стимулирует реакции клеточного и гуморального иммунитета.

### Селен и его соединения
Онкоэпидемиологами установлен факт низкой заболеваемости злокачественными новообразованиями в биогеохимических провинциях с относительно высоким содержанием селена в питьевой воде и в почве, а следовательно и в продуктах питания. Селен в виде уникальной аминокислоты селеноцистеина входит в состав активного центра фермента Se-зависимой глютатионпероксидазы, которая инактивирует липопероксиды и ряд активных метаболитов кислорода. Селен, благодаря своим антиоксидантным свойствам, обладает иммуностимулирующей активностью, прежде всего в отношении гуморального иммунитета. Антиоксидантное и иммуностимулирующее действие соединений селена обеспечивает и неспецифическую противоопухолевую защиту организма.